# Spiloconis cerata
Spiloconis cerata là một loài côn trùng trong họ Coniopterygidae thuộc bộ Neuroptera. Loài này được Hagen miêu tả năm 1858.